# مردی که زنها را دوست داشت
مردی که زنها را دوست داشت (فرانسوی: L'Homme qui aimait les femmes‎) فیلم کمدی/درام به کارگردانی فرانسوا تروفو است که در سال ۱۹۷۷ منتشر شد.